# Нерча
Нерча̀ е река в Азиатската част на Русия, Южен Сибир, Забайкалски край, ляв приток на река Шилка от басейна на Амур. Дължината ѝ е 580 km, която ѝ отрежда 148-о място по дължина сред реките на Русия.
Река Нерча се образува от сливането на реките Южна Нерча (13 km, лява съставяща) и Северна Нерча (14 km, дясна съставяща), на 1000 m н.в., в северната част на Забайкалски край. В горното и средното си течение (385 km, до село Акима) Нерча тече в югозападна посока в междупланинска долина, разположена между хребетите Олекмински Становик и Муройски на югоизток и хребета Черски на северозапад. Долината на реката е всечена в метаморфни гнайси, мрамори и кварцити, а дъното на долината е запълнено с алувиални наслаги с кватернерна възраст. В горното ѝ течение заливната ѝ тераса е фрагментарна, а в средното се редуват дълги долинни разширения и къси стеснения. Ширината на коритото достига до 70 m, а на заливната тераса до 2,5 km, осеяна с голямо количество езера-старици. Срещат се отделни праволинейни участъци, едностранна заливна тераса, разделение на ръкави. След село Акима (при 195 km) започва долното течение на Нерча. Тук реката тече в южна посока, като пресича с проломи североизточните ниски разклонения на Даурския хребет. Долинните разширения се скъсяват до 10 – 20 km, а долинните стеснения се уверичават до 17 – 20 km. В долинните разширения се формират принудителни, свободни или врязани меандри по широката до 2 – 3 km заливна тераса. Ширината на коритото се увеличава до 170 – 200 m. При посьолок Приисковий, на 465 m н.в. Нерча се влива отляво река Шилка лява съставяща на река Амур.
Водосборният басейн на Нерча има площ от 27,5 хил. km2, което представлява 13,35% от водосборния басейн на река Шилка и се простира в централната част на Забайкалски край, в ниските планини на Източното Забайкалие. Климатът е рязко континентален: средна януарска температура -32 °C, средна юлска – +18 °C. Валежите са около 350 mm и падат предимно под формата на дъжд през лятото.
Водосборният басейн на Нерча граничи със следните водосборни басейни:
- на северозапад, север и североизток – водосборния басейн на река Лена, вливаща се в море Лаптеви;
- на изток – водосборните басейни на река Куенга и други по-малки, леви притоци на Шилка;
- на юг и запад – водосборните басейни на река Ингода и други по-малки, леви притоци на Шилка;

Река Шилка получава множество притоци с дължина над 10 km, като 2 от тях са с дължина над 100 km:
305 → Нерчуган 237 / 4490
159 ← Улдурга 169 / 6010
Подхранването на реката е предимно дъждовно. Характерно е слабо пролетно пълноводие и епизодични летни прииждания в резултат на поройни дъждове, които многократно превишават пролетното пълноводие. Среден годишен отток 90 m3/s, което като обем се равнява на 2,84 km3. Нерча замръзва в началото на октомври, а се размразява в края на април или началото на май, като продължителността на заледяването продължава от 165 дни в долното течение до 210 дни в горното. От януари до април реката замръзва до дъно, а дебелината на леда сотига до 220 – 230 sm.
В горното и средното си течение Нерча пресича слабонаселине планински територии, а в долното течение плътността на населението по долината на реката нараства, като тук са разположени 6 села, посольок Приисковий (в устието) и най-стария град в Забайкалието – Нерчинск.
При високи води нерча е плавателна на 12 km от устието да град Нерчинск, а течението ѝ нагоре се използва за транспортиране със салове на дървен материал. В басейна на реката се добива злато, а са открити и залежи на берил, турмалин, скъпоценни камъни, мрамор.
Река Нерча е открита през 1660-те години от руски първопроходци, но е изобразявана много погрешно на издаваните през следващите две столетия карти на Сибир. Едва през 1855 г. руският топограф Арсений Усолцев извършва мащабни топографски измервания по течението на реката и извършва първото точно картиране на реката.